# ТЕС Нека
36°50′17″ пн. ш. 53°15′34″ сх. д. / 36.83806° пн. ш. 53.25944° сх. д.
ТЕС Нека – іранська теплова електростанція на півночі країни в провінції Мазендеран. За усталеною в ісламському Ірані традицією також отримала власну назву «Шехід-Салімі».
У 1979 – 1981 роках на майданчику станції стали до ладу 4 парові турбіни потужністю по 440 МВт. В 2007-му також встановили дві допоміжні турбіни потужністю по 9,8 МВт.
У 1990-му ввели другу чергу із двох встановлених на роботу у відкритому циклі газових турбін Siemens потужністю по 138 МВт. А в 2006-му після газових турбін встановили котли-утилізатори, від яких живиться парова турбіна потужністю 160 МВт. Створений таким чином блок комбінованого парогазового циклу має енергоефективність 47%, що значно менше аніж у сучасних енергоблоків, споруджених за цією технологією.
Перша черга ТЕС була розрахована на використання нафтоподуктів, проте вже у 1980-х до Мазендерану по трубопроводу Хангіран – Нека почав надходити природний газ, котрий став основним паливом для другої черги та допоміжним для першої. В подальшому до регіону вивели газопроводи Корпедже – Нека (подавав туркменський газ) та Дамган – Нека. Станом на 2018-й 60% палива ТЕС становив природний газ, при цьому планувалось за кілька років довести цей показник до 100%.
Видалення продуктів згоряння блоків першої черги відбувається через 4 димарі висотою по 134 метра.
Видача продукції відбувається по ЛЕП, розрахованій на роботу під напругою 400 кВ.